# Mike Origi
Michael Okoth "Mike" Origi (Murang'a, 16 november 1967) is een voormalig Keniaans profvoetballer die als aanvaller speelde. Hij is de vader van Divock Origi. 

## Carrière
Origi speelde als aanvaller voor Keniaanse clubs Shabana en Kenya Breweries (nu Tusker FC). Tijdens zijn carrière speelde hij vooral in België. In 1992 ging hij naar Omani club Boshar FC en drie maanden later naar KV Oostende in België.
Na enkele seizoenen voor KV Oostende en KRC Harelbeke te hebben gespeeld trok de aanvaller naar KRC Genk, waarmee hij in 1998/99 landskampioen werd. In 2002 verliet hij Genk en trok naar RWDM. Na het verdwijnen van die club speelde hij nog verscheidene seizoenen in de lagere reeksen.

### Internationaal
Origi was regelmatig actief bij het Keniaans voetbalelftal en speelde drie keer de Afrika Cup (1990, 1992 en 2004).

## Familie
Zijn broer, Austin Oduor, was ook een voetballer en speelde voor Gor Mahia. Zijn tweede broer, Gerald, speelde voor Kenya Breweries (nu Tusker FC) in het midden van de jaren 90. Zijn derde broer, Anthony, speelde ook voor Tusker FC, als verdediger. Zijn neef Arnold is doelman.
Zijn zoon, Divock, speelde voor de jeugd van Genk, maar tekende in 2010 bij Lille OSC. Divock Origi maakte in februari 2013 zijn profdebuut voor de Franse club, debuteerde in 2014 in het Belgisch voetbalelftal en is sinds 2015 speler bij Liverpool FC.

## Clubs en seizoenen
- Itierio High School
- Shabana Kisii (als doelman)
- Kenya Breweries -1992
- Boshar FC 1992 (3 Maanden)
- KV Oostende 1992/1993 - 27, 8
- KV Oostende 1993/1994 - 16, 0
- KV Oostende 1994/1995 - 13, 2
- KV Oostende 1995/1996 - 15, 1 (Tweede Klasse)
- KRC Harelbeke 1996/1997 - 27, 5
- KRC Harelbeke 1997/1998 - 29 6
- KRC Genk 1998/1999 - 32, 12
- KRC Genk 1999/2000 - 23, 6
- KRC Genk 2000/2001 - 23, 2
- KRC Genk 2001/2002 - 2, 0 - Vertrokken naar RWD Molenbeek in januari 2002
- RWD Molenbeek 2001/2002 - 25, 10
- Heusden-Zolder 2002/2003 - 27, 6 (Tweede Klasse)
- Heusden-Zolder 2003/2004 - 30, 3
- KSK Tongeren 2004/2005 - 28, 15 (Tweede Klasse)
- KSK Tongeren 2005/2006 – 27, 10 (Derde Klasse)
- Cobox 76 2006-2007 (Eerste Provinciale)